# Sulcoretepora anisopora
Sulcoretepora anisopora är en mossdjursart som först beskrevs av Condra 1902.  Sulcoretepora anisopora ingår i släktet Sulcoretepora och familjen Cystodictyonidae. Inga underarter finns listade i Catalogue of Life.